# Типси Тип
Алексей Александрович Антипов (укр. Олексій Олександрович Антипов; род. 2 февраля 1989, Кривой Рог, Днепропетровская область), более известный под псевдонимом Типси Тип — украинский рэп-исполнитель.

## Биография
Родился 2 февраля 1989 года в городе Кривой Рог Днепропетровской области.
В 1999 году увлёкся музыкой после прослушивания Snoop Dogg и Dr Dre.
В 2006 году начал музыкальную карьеру.

## Творческая деятельность
За свою карьеру выпустил девять студийных альбомов, последний из которых, «Альбинос», вышел в 2025 году. Альбомы «Сок» и «22:22» были включены в списки лучших альбомов русского рэпа по версии портала Rap.ru за 2012 и 2016 год соответственно. Участвовал в записи сборника песен Захара Прилепина «Мы не оставим города свои» в 2017 году. Также является создателем творческого объединения «Штора», в составе которой записал три альбома: «Шторник» (2013), «Не хватило» (2014) и «Зелёный» (2015).

### Дискография
Сольные студийные альбомы
- 2009 — «Ништячки»
- 2009 — «Шторит»
- 2010 — «Бытнабит»
- 2011 — «Таможня даёт добро»
- 2012 — «Сок»
- 2013 — «Под бровь»
- 2016 — «22:22»
- 2018 — «Датынет»
- 2025 — «Альбинос»

В составе группы «Штора»
- 2013 — «Шторник»
- 2014 — «Не хватило»
- 2015 — «Зелёный»